# Torgeir Børven
Torgeir Børven (ur. 3 grudnia 1991 w Øystese) – norweski piłkarz, grający na pozycji napastnika w Vålerendze. Król strzelców Eliteserien w sezonie 2019.

## Kariera klubowa
Wychowanek Øystese Fotball. W latach 2006–2007 grał w pierwszej drużynie tego klubu. W sezonie 2006 został uznany najlepszym młodzieżowcem roku w tym klubie. W 2007 roku przeprowadził się do Skien i rozpoczął naukę w szkole sportowej Toppidrettsgymnaset i Telemark. Szkoła ta współpracowała z Odd Grenland, dlatego został zawodnikiem tego klubu. W pierwszej drużynie zadebiutował 13 maja 2009 w wygranym 4:0 meczu Pucharu Norwegii z Vestfossen IF, w którym strzelił gola. W Tippeligaen po raz pierwszy wystąpił 28 września 2009 w przegranym 2:4 spotkaniu z SK Brann, w którym również strzelił gola. 26 września 2010 strzelił 4 gole w wygranym 5:0 meczu z Sandefjord Fotball, stając się pierwszym od 1961 roku piłkarzem Odd Grenland, który tego dokonał.
Przed sezonem 2012 Odd próbowało sprzedać Børvena ze względu na problemy finansowe. Klub doszedł do porozumienia z Aalesunds FK w sprawie transferu zawodnika, jednakże ten odrzucił ofertę. W sierpniu 2012 podpisał czteroipółletni kontrakt z Vålerengą. W grudniu 2013 podpisał czteroipółletni kontrakt z FC Twente. 2 lutego 2014 zadebiutował w tym zespole w wygranym 3:1 meczu z SC Cambuur, a trzy dni później strzelił pierwszego gola w wygranym 2:0 spotkaniu z sc Heerenveen. W sierpniu 2016 został wypożyczony do końca sezonu do Brann z opcją wykupu. Zadebiutował w tym klubie 27 sierpnia 2016 w meczu z FK Haugesund. W sezonie 2016 zdobył z Brann wicemistrzostwo Norwegii. Po zakończeniu sezonu Brann nie wykupiło zawodnika i wrócił on do Holandii, jednakże w lutym 2017 ponownie trafił do Brann, podpisując kontrakt na trzy sezony. Rok później podpisał dwuipółletni kontrakt z Odds BK. Pierwszy mecz po powrocie do tego klubu rozegrał 11 marca 2018 przeciwko FK Haugesund (1:2), a pierwszego gola strzelił 16 maja 2018 w wygranym 5:0 spotkaniu z Sandefjord Fotball. W sezonie 2019 strzelił 21 goli, dzięki czemu został królem strzelców ligi norweskiej.
17 czerwca 2020 podpisał dwuipółletni kontrakt z Rosenborg BK, obowiązujący od 1 sierpnia 2020, jednakże 30 czerwca, w ostatni dzień okienka transferowego, Rosenborg porozumiał się z Odd w sprawie natychmiastowego pozyskania zawodnika. We wrześniu 2020 podpisał dwuletni kontrakt z MKE Ankaragücü z opcją przedłużenia o rok. W lipcu 2021 podpisał trzyletni kontrakt z Gaziantep FK z opcją przedłużenia o rok. W sierpniu 2022 podpisał dwuletni kontrakt z Vålerengą.

## Kariera reprezentacyjna
Młodzieżowy reprezentant Norwegii w kadrach U-21 i U-23.

## Życie osobiste
Jest kibicem SK Brann. W 2007 roku próbował dostać się do szkoły sportowej w Bergen, współpracującej z tym klubem, jednakże nie został przyjęty.